# France Jesenovec
France Jesenovec, slovenski slavist jezikoslovec in literarni zgodovinar, pedagog, * 18. oktober 1906, Puštal pri Škofji Loki, † 22. marec 1984, Topolšica.
Po končani gimnaziji v Ljubljani je tam nadaljeval s študijem slavistike in ga zaključil leta 1931. Kot srednješolski profesor je nato poučeval za zasebnem uršulinskem učiteljišču v Škofji Loki, na gimnazijah Ljubljani, Črnomlju, Brežicah in Celju. V mesto ob Savinjo je prišel ob koncu petdesetih let in tu služboval vse do upokojitve leta 1973.
Z obsežnim znanjem je skozi desetletja poučeval slovensko književnost, latinščino in narodno zgodovino, po potrebi pa tudi matematiko, saj je med redkimi sodobniki v sebi združeval zanimanje za literarne in naravoslovne vede.
Jesenovec pa ni bil poznan samo kot dober pedagog, ampak tudi kot odličen znanstvenik-raziskovalec. Kot učenec naših velikih slavistov Rajka Nahtigala, Frana Ramovša, Ivana Prijatelja in Franceta Kidriča je za slovenske strokovne in znanstvene revije napisal veliko jezikoslovnih (zaimek svoj, trpnik, nedoločnik) in literarno-zgodovinskih razprav, kritik ter prevodov. Pisal je o starejših slovenskih književnikih, o vprašanjih slovenskega jezika, raziskoval je tudi slovenska narečja, predvsem škofjeloškega in štajerskega. S slednjim se je spoprijel v članku Odmev štajerščine v slovenskem knjižnem jeziku (1962).
Več študij je posvetil tudi Celju in okolici, med katerimi velja omeniti zlasti razpravi o narečju vasi Sotensko nad Šmarjem pri Jelšah (1959) in pogovornemu jeziku v Celju in okolici (1974). V širših strokovnih krogih je poznan tudi po preučevanju starejših slovenskih literarnih in političnih listov, kot na primer Celjske Slovenske novine (1963), Pogled v Hribarjevo Domovino (1964) in dunajsko-celjska Vesna (1971), pisal pa je tudi o slovničarju Mihaelu Zagajšku (1960), o slovarskem delu Josipa Drobniča iz leta 1858 (1965) in o Aškerčevem slogu v Lirskih in epskih poezijah (1967). Objavljal je predvsem v Celjskem zborniku, Mentorju, Slavistični reviji, Jeziku in slovstvu, Loških razgledih in drugod.
Poleg pedagoškega in znanstvenega dela pa je pogosto opravljal tudi lektorskega dela, saj je po večini anonimno pomagal številnim strokovnjakom v Celju, da so njihova strokovna dela in članki dobili čistejšo in lepšo jezikovno podobo.